# Bazilika sv. Ivana Lateranskog
Bazilika Svetog Ivana Lateranskog (tal. Basilica di San Giovanni in Laterano) rimska je katedrala, službeno crkveno sjedište rimskog biskupa, tj. pape. Službeni naziv na latinskome glasi: Archibasilica Sanctissimi Salvatoris et sancti et Iohannes Baptista Evangelista in Laterano (hrv. Arhibazilika Presvetog Spasitelja, Svetog Ivana Krstitelja i Svetog Ivana Evanđelista na Lateranu). To je najstarija i prva po važnosti (kao rimska katedrala) među četirima papinskim bazilikama u Rimu, i nosi počasni naslov Omnium urbis et orbis ecclesiarum mater et caput (lat., majka i glava svih crkava u Rimu i u cijelom svijetu).
Sama bazilika smještena je u Rimu, ali izvan granica Vatikanskog Grada. Međutim, Lateranskim ugovorom bazilici je dodijeljen poseban eksteritorijalni status kao vlasništvo Svete Stolice.

## Liturgija
U katoličkoj liturgiji blagdan posvete bazilike sv. Ivana Lateranskog slavi se 9. studenoga.

## Vanjske poveznice
|  | Zajednički poslužitelj ima još gradiva o temi Bazilika sv. Ivana Lateranskog |

Mrežna mjesta
- Lateran Hrvatska opća enciklopedija
- San Giovanni in Laterano (tal.) na stranicama Vatikana